# Detlef Neuhaus
Detlef Neuhaus (* 17. März 1957 in der DDR) ist ein deutscher Schauspieler.

## Leben
Detlef Neuhaus absolvierte seine Schauspielausbildung von 1978 bis 1982 an der Filmuniversität Babelsberg Konrad Wolf. Als Bühnendarsteller wirkte er in einigen Theaterstücken mit und stand beispielsweise am Schauspielhaus Berlin und am Sorbischen National-Ensemble Bautzen auf der Bühne. Er gehörte auch einige Jahre lang zum Ensemble der Kabarett-Gruppe Die Stachelschweine.
Ab 1987 wirkte Neuhaus in einigen Film-und-Fernsehproduktionen des Deutschen Fernsehfunks mit. Nach der Wende war Neuhaus ebenfalls in einigen Fernsehserien zu sehen.
Neuhaus lebt in Berlin. Neben seiner Muttersprache Deutsch spricht er auch Englisch und Russisch.

## Filmografie
- 1987: Kiezgeschichten (Fernsehserie)
- 1987: Hasenherz
- 1989: Polizeiruf 110: Mitternachtsfall (Fernsehreihe)
- 1989: Rita von Falkenhain (Fernsehserie)
- 1990: Polizeiruf 110: Tod durch elektrischen Strom
- 1990: Klein, aber Charlotte (Fernsehserie)
- 1990: Abschiedsdisco
- 1990: Der Staatsanwalt hat das Wort: Hallo Partner (Fernsehreihe)
- 1990: Flugstaffel Meinecke (Fernsehserie)
- 1991: Polizeiruf 110: Big Band Time
- 1991: Aerolina (Fernsehserie)
- 1991: Polizeiruf 110: Todesfall im Park
- 1991: Polizeiruf 110: Ein verhängnisvoller Verdacht
- 1991: Polizeiruf 110: Thanners neuer Job
- 1993: Zirri – Das Wolkenschaf
- 1998: Im Namen des Gesetzes (Fernsehserie, 1 Folge)
- 1998: Verbotene Liebe (Fernsehserie, 2 Folgen)
- 1999: Der Landarzt (Fernsehserie, 1 Folge)
- 2002: Berlin, Berlin (Fernsehserie, 1 Folge)
- 2010: Zivilcourage
- 2017: Triple Ex (Fernsehserie, 1 Folge)
- 2020: Ein starkes Team: Scharfe Schnitte (Fernsehreihe)